# Château de Lavaud
Le château de Lavaud est situé dans la commune de Montbron, dans le département de la Charente, en région Nouvelle-Aquitaine, en France.

## Historique
En bordure de la Tardoire, l'édifice flanqué de deux grandes tours à poivrière fut la propriété de la branche ainée de la famille Le Francois des Courtis (de la Groye) au XIXe siècle,,,.
Le château de Lavaud est aujourd'hui aménagé en chambres d'hôtes.